# جوزيان أوفرمان
جوزيان أليكسي أوفرمان (بالإنجليزية: Joseann Alexie Offerman)‏ هي معلقة في حلبات المصارعة أمريكية، مديرة، ومصارعة محترفة ومغنية محترفة. ولدت في 10 مارس 1994 في لوس أنجلوس، كاليفورنيا، الولايات المتحدة. تم توقيعها حاليًا على دبليو دبليو إي حيث تؤدي دورها على علامة راو التجارية تحت اسم الحلبة جوجو . كانت جزءًا من برنامج تلفزيوني الواقع توتال ديفاز خلال الموسم الأول، والذي تم بثه في عام 2013 على قناة E!

## الحياة الشخصية
أوفرمان هي ابنة لاعب البيسبول المحترف السابق خوسيه أوفرمان. هي من أصل مكسيكي ودومينيكاني.  إنها على علاقة مع مصارع دبليو دبليو إي براي وايت وفي 27 مارس 2019، أعلنت عبر حسابها إنستغرام أنهم كانوا يتوقعون طفلًا، الذي ولد في 18 مايو 2019. وكان المصارع براون سترومان هو الأب الروحي للطفل. في 28 مايو 2020، استقبل الزوجان طفلهما الثاني إسمه هيري فون روتوندا.

## روابط خارجية
- جوزيان أوفرمان على موقع دبليو دبليو إي (الإنجليزية)
- جوزيان أوفرمان على موقع CageMatch worker (الإنجليزية)
- جوزيان أوفرمان على موقع عالم المصارعة على الإنترنت (الإنجليزية)
- جوزيان أوفرمان على موقع عالم المصارعة على الإنترنت (الإنجليزية)
- جوزيان أوفرمان على موقع IMDb (الإنجليزية)
- جوزيان أوفرمان على موقع ميوزك برينز (الإنجليزية)